# مدرسة وادي سودبوري
مدرسة وادي سودبوري تقع بمدينة فرمنغهام، ماساتشوستس في الولايات المتحدة من قبل مجموعة من الأفراد. منذ عام 2019 انتسب العديد من المدارس إلى مدرسة سودبوري في كل من الولايات المتحدة وبلجيكا والبرازيل والدنمارك وفرنسا وألمانيا وإسرائيل واليابان وسويسرا.

## نظام التعليم
يحتوي نموذج النظام التعليمي للمدرسة على ثلاثة مبادئ أساسية والتي هي الحرية التعليمية وديمقراطية الإدارة وأخيرا المسؤولية الشخصية. وتعد مدرسة وادي سودبوري مدرسة أهلية للأطفال الذين يتراوح أعمارهم من 4 إلى 19.

## تاريخ التأسيس
أسست المجموعة من قبل أفراد على رأسهم Daniel Greenberg وMimsy Sadofsky و Hanna Greenberg في مدينة فرمنغهام. كان Greenberg يريد إنشاء نظام دراسي يتميز بالعادلة وارتياح النفسي والتحكم الذاتي الذي يعتمد على الواقع كالمصدر الرئيسي للتعليم. وقد تحقق هذا الحلم ففي فصل الصيف من العام 1968 بدأت المدرسة بدورة صيفية مع 130 طالبا قبل العام الدراسي في شهر سبتمبر من نفس العام. وعيب على هذه الدورة عيبان احدهما خطة smorgasbord في تقديم مجموعة متنوعة من المعلومات والتي كان بمقدور الطلبة الحصول عليها في حالة ما أردوا ذلك, والاخر من ناحية الموظفين. وقد نتج عن الدورة تسجيل نصف مجموع الطلبة المشاركين في الدورة. وفي عام 1990 شاهد النظام السودبوري انتشار في الولايات المتحدة وخارجها.

## المرافق
بدلا من الفصول والحصص التقليدية، الاطفال أحرار التصرف بأوقاتهم سواء ما يتعلق الاكتشافات الاكاديمية كالحوار مع أعضاء هيئة أو غير الرسمية كالمحادثة مع الزملاء بغية زيادة الثقافة. 
المناهج الدراسية، كما أشير اليه سالفا أن الطلبة أحرار في التصرفاتهم وقضاء أوقاتهم فيما يحلو لهم, من ثم فلا يوجد لدى المدرسة أي انشطة أكاديمية ملزمة ولا حتى توقعات إنجازات أكاديمية وقت التخرج.

## سياسة المدرسة
تمنح الطلبة المسؤولية التامة عن تعليمهم إذ ان المدرسة تسير بديمقراطية مباشرة مبنية على مبدئ المساوة التامة بين أعضاء هيئة التدريس والطلبة. وهذا بدهي اذ ان المؤسسة تديرها مجلس المدرسة المركب من الطلبة والموظفين.

## تعيين الموظفين
لا يوجد دوام رسمي في المدرسة. فمجلس المدرسة (بما فيه من الطلبة والموظفين) من شأنه تعيين مهمات الموظفين إثر الانتخابات السنوية التي تنعقد في كل ربيع قبل بداية العام المقبل. فأعضاء المجلس يناقشون احتياجات وأهلية المرشحين، والانتخابات تجري بسرية تامة على الاوراق الاقتراع ثم يتم إعلان النتائج بحضرة الجميع. فالحاصل على أكثر الأصوات لصالحه يستأهل للحصول على العقد التوظيف بناء على شروط المجلس.

## الخريجين
أصدرت المدرسة دراستين حول الخريجين في الأربعين الماضية، أما بقية المدارس فلا يعرف عنها أي دراسة رسمية مبينة حال خريجيها ورغم ذلك فإنه يوجد توقع كبير أن تكون نتائجها مماثلة لنتائج الفرع الرئيسي.

## الإدارة الحالية
يتم تعيين أعضاء الإدارة خلال اجتماع مجلس المدرسة السنوي. والإدارة الحالية مكونة كالاتي:
- رئيس المدرسة: الطالبة Celia Harnish
- أمين السر-السكرتير- الطالب Kali Hanish
- أمين الصندوق: الموظف Scott Gray